# پنجره ریشه

جایگیری پنجره‌ها در صفحه. شماره یک پنجره ریشه را نشان می‌دهد که کل صفحه را در بر گرفته است، ۲ و ۳ پنجره‌های سطح بالا هستند، ۴ و ۵ زیرپنجره‌های پنجره شماره ۲ هستند. آن قسمت از پنجره که خارج از پنجره والدش قرار دارد نمایش داده نمی‌شود.

در سیستم پنجره‌ای اکس، هر پنجره در داخل یک پنجره دیگر قرار می‌گیرد که به آن پنجره والد (به انگلیسی: Root Window) می‌گویند. این روش باعث می‌شود یک ساختار سلسله‌مراتبی و درختی از پنجره‌ها به وجود بیاید. پنجره ریشه نقطه آغازین این سلسله‌مراتب و ریشه این درخت است. پنجره ریشه به بزرگی کل صفحه نمایش است و تمام دیگر پنجره‌ها با فرزند آن هستند، یا نوادگان آن (فرزند فرزندان این پنجره).
از آنجا که هر پنجره قسمتی از پنجره والدش که در آن قرار گرفته را می‌پوشاند، تمام دیگر پنجره‌ها طوری به نظر می‌رسند که انگار بر روی پنجره ریشه قرار دارند. در نتیجه، پنجره ریشه به عنوان بخشی از صفحه نمایش دیده می‌شود که در زیر تمام پنجره‌ها قرار گرفته‌است. به عبارت دیگر، پنجره ریشه پس‌زمینه صفحه نمایش را تشکیل می‌دهد. با انتخاب یک تصویر پس‌زمینه برای پنجره ریشه، می‌توان آن تصویر را به عنوان والپیپر صفحه نمایش انتخاب کرد. انجام این کار از طریق برنامه‌هایی شبیه xsetroot امکان‌پذیر است. 
فرزندان مستقیم پنجره ریشه، پنجره سطح بالا نامیده می‌شوند. این پنجره‌ها عمدتاً با یک قاب تزئینی و یک نوار عنوان نمایش داده می‌شوند (که در واقع توسط مدیر پنجره رسم شده‌است). به شکل غیر رسمی، می‌توان اینگونه گفت که پنجره‌های سطح بالا، همان پنجره‌های معمولی در فرهنگ اصطلاحات واسط‌های گرافیکی هستند. پنجره‌هایی که سطح بالا نیستند، برای دکمه‌ها، جعبه متن و غیره استفاده می‌شوند.